# Acuífero de Los Arenales
El acuífero Los Arenales pertenece a la cuenca del río Duero en Castilla y León (España). Cubre más de 7000 km² comprendidos entre el sur del río Duero, el sistema Central y por el Oeste el curso del Río Tormes.

## Sistema Acuífero
Es un acuífero de origen detrítico que comprende el norte de la provincia de Ávila (Comarca de la Moraña y Tierra de Arévalo), sur de Valladolid, Noreste de Salamanca y noroeste de la provincia de Segovia.
Se pueden establecer hasta dos sistemas, el de los Arenales propiamente dicho y el de los Arenales de la Moraña y Tierra de Pinares. Su descarga se produce directamente en su límite norte en el río Duero, y su carga viene marcada por las aguas de escorrentía del Sistema Central y las directamente filtradas de precipitación en la zona.
Se aprecian dos zonas con sobreexplotación, los regadíos de La Moraña (Ávila), y los propios de la zona de Olmedo (Valladolid). Debido a las circunstancias geológicas de la zona, con características semiendorreicas, la formación de lavajos y lagunas es común (si bien desde hace siglos se tratan de desecar por distintos aspectos), esto se ve favorecido por ser un acuífero muy superficial.
Es destacable la contaminación por nitritos generada en los últimos 40 años por filtración de fertilizantes agrícolas y otras actividades contaminantes, esto ha originado una importante contaminación del acuífero por arsénico y ha supuesto un importante gasto a la Junta de Castilla y León para abastecer a los municipios mediante conducciones desde los ríos en los últimos años.

## Ríos de la Masa de Agua de Los Arenales de La Moraña-Medina del Campo
De acuerdo a informes recientes elaborados por Greenpeace, el acuífero de los Arenales es uno de los más sobreexplotados de España, pero es la masa subterránea de Medina del Campo la más sobreexplotada de entre las subunidades del acuífero, con un índice de explotación del 194%. La sobreexplotación ha causado graves alteraciones no sólo a nivel subterráneo sino a nivel superficial, pasando los ríos de ganadores a perdedores. Los ríos de esta área son:
| Principales ríos             | Principales ríos            | Principales ríos                |
| Subcuenca del Arevalillo     | Cuenca del Zapardiel        | Cuenca del Trabancos            |
| ---------------------------- | --------------------------- | ------------------------------- |
|                              |                             |                                 |
| Principales afluentes        |                             |                                 |
| Afluentes del Río Arevalillo | Afluentes del Río Zapardiel | Afluentes del río Río Trabancos |
|                              |                             |                                 |

Los ríos que delimitan la masa son Guareña y Mazores por el oeste, Adaja por el este y el río Duero por el norte.
Los ríos de esta masa se caracterizan por ser ríos de llanura, (algunos como el Zapardiel han sido altamente inundables) y caracterizados por el retroceso de la vegetación de ribera a causa de los descensos de caudal (antes permanente) por la crisis del Acuífero, pasando de ganadores a perdedores. No obstante, siguen preservando un valor cultural como el Valtodano y sus fuentes manantiales o el Arevalillo en Arévalo donde se han creado paseos fluviales. Estos ríos están siendo restaurados gracias al proyecto LIFE-IP DUERO